# モントルー・オーベルラン・ベルノワ鉄道

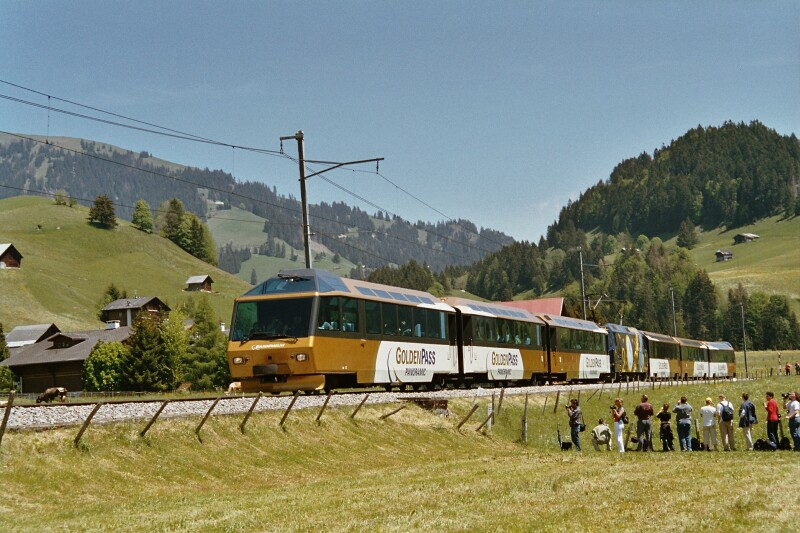

モントルー・オーベルラン・ベルノワ鉄道 (英語：Montreux–Oberland Bernois railway、フランス語：Chemin de fer Montreux–Oberland Bernois、ドイツ語：Montreux–Berner Oberland-Bahn) は、スイス西部に路線網を持つ鉄道会社である。略称はMOB。
その中軸路線は、レマン湖畔のリゾート地であるモントルーと、ベルン州のツヴァイジンメン間の62.4kmで、山岳リゾート地として知られるシャトーデーやグシュタードを通過する。この他に、ツヴァイジンメン～レンク間を結ぶ支線も保有している。
モントルーからスイス連邦鉄道(SBB)に乗り換え、ローザンヌ、ジュネーヴ、またはマルティニー方面へ接続できる。ツヴァイジンメンからBLS鉄道に乗り換え、シュピーツ経由、インターラーケンまたはベルン方面に接続できる。
MOB鉄道（モントルー～ツヴァイジンメン間）、BLS鉄道（ツヴァイジンメン～インターラーケン間）、ZB鉄道（インターラーケン～ルツェルン間）の3つの鉄道会社をつなぐ路線は、ゴールデン・パスまたはゴールデンパス・ライン (Golden Pass Line) と呼ばれ、スイストラベルシステムの絶景ルートのひとつとして観光マーケティング活動を行っている。のどかな牧草地帯、雄大な山や湖の景観が車窓から広がる。
MOB区間では、通常の車輛に加え、列車先頭部に特別席があるパノラマ車輛を連結するゴールデンパス・パノラミックや、ノスタルジックなクラシック車両を連結するゴールデンパス・クラシックなどの特別車両を運行させている。
2017年10月24日、日本の南海電気鉄道と姉妹鉄道協定を締結した。